# Kiernia

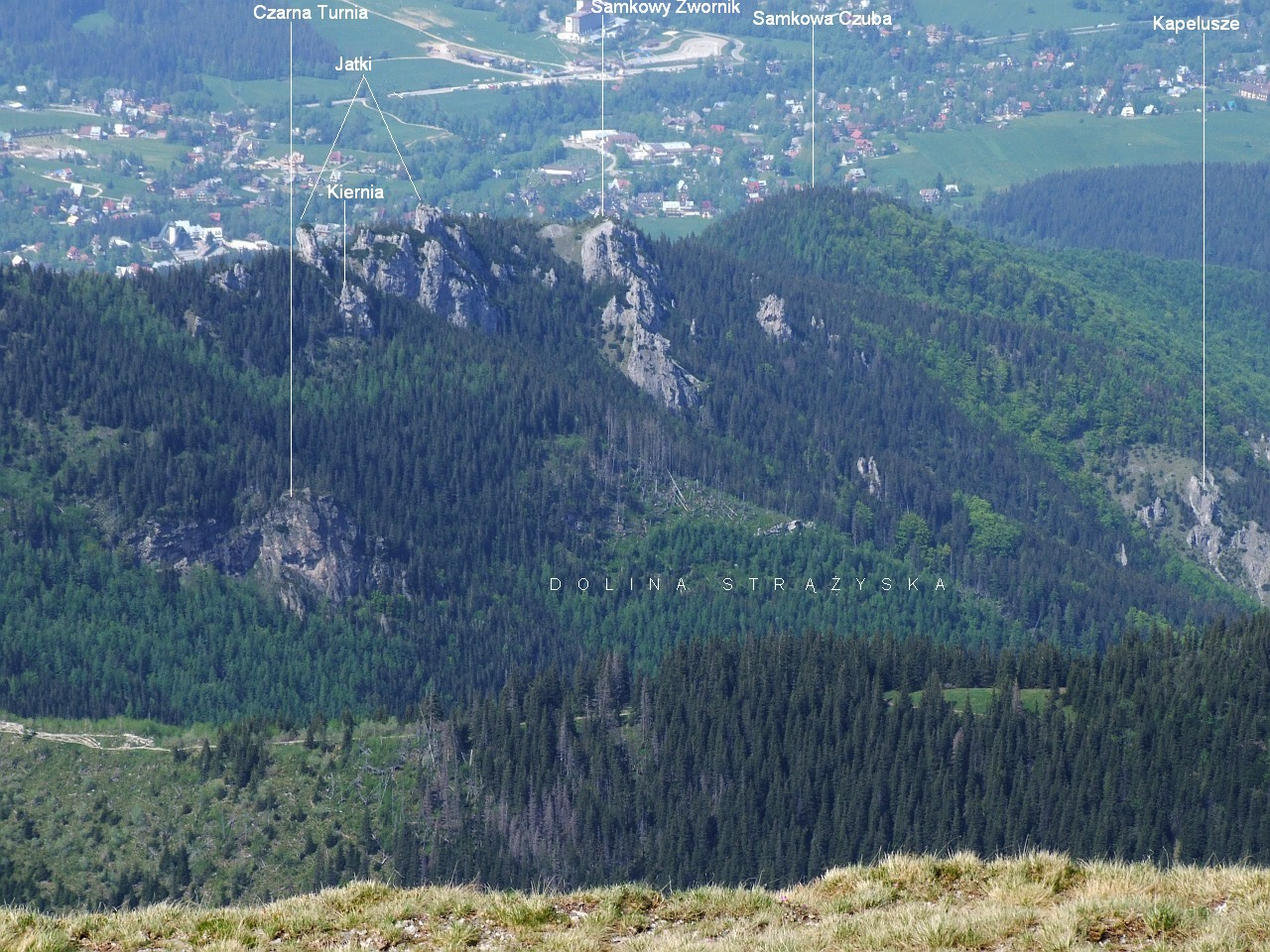
Jatki, Kiernia i Dolina Strążyska

Kiernia – turnia w masywie Łysanek w polskich Tatrach Zachodnich. Znajduje się w ich północno-wschodnim grzbiecie, poniżej Jatek, na stoku opadającym do Doliny Strążyskiej. Na niektórych mapach jest błędnie umieszczana w miejscu Samkowego Zwornika. Poniżej Jatek jest kilka turniczek, nie wiadomo na pewno, której z nich dotyczy nazwa Kiernia, na różnych mapach zaznaczana ona jest w różnych miejscach. Władysław Cywiński uważa, że „chrzczono dawniej to co bardzo rzucało się w oczy”, najbardziej więc pasuje nazwa do urwistej turniczki znajdującej się na zboczu kilkaset metrów poniżej najwyższej turni Jatek, mniej więcej w linii jej spadku do Doliny Strążyskiej.
Kiernia zbudowana jest ze skał dolomitowo-wapiennych. Jest widoczna z niektórych miejsc w Zakopanem, np. z ul. Makuszyńskiego czy Tetmajera. Pierwsze wejście na Kiernię: Władysław Cywiński i Krzysztof Żurek 22 kwietnia 1981.